# 1905 في كندا
فيما يلي قوائم الأحداث التي وقعت خلال عام 1905 في كندا.

## سياسة

### تعيين في المنصب
- 9 نوفمبر – أليكسندر كاميرون روثرفورد عضو الجمعية التشريعية ألبرتا.

## ظهور
- 1 يناير – مجلة ماكلين

### أبريل
- 30 أبريل – جون همفري

### نوفمبر
- 28 نوفمبر – ألبرت وليم تاكر رياضياتي أمريكي.